# مودرتس
مودرتس (به بلغاری: Mudrets) یک منطقهٔ مسکونی در بلغارستان است که در شهرستان کاردژالی واقع شده‌است.